# Prvenstvo Jugoslavije u nogometu 1937./38.
Sezona Državnog prvenstva 1937./38. bila je petnaesta sezona nacionalnog nogometnog natjecanja u Kraljevini Jugoslaviji. Natjecateljski sustav bio je dvostruki ligaški sustav. Pobijedio je zagrebački HAŠK. Lanjski prvak, zagrebački Građanski, zauzeo je treće mjesto, a a lanjski doprvak, splitski Hajduk, zauzeo je 7. mjesto.

Najviše pogodaka postigao je August Lešnik iz zagrebačkog Građanskog: 17 pogodaka u 16 susreta.
Dvije prvoplasirane momčadi (HAŠK i BSK) kvalificirale su se za Mitropa kup 1938.

## Kvalifikacije
Ispadanjem Slavije Osijek, posljednjeplasirane momčadi sezone 1936./37., JNS je organizirao kvalifikacije između pobjednika 14 prvenstava podsaveza 1936./37. kako bi se popunila liga:

Beogradski: Jedinstvo Beograd, Zagrebački: Slavija Varaždin, Splitski: Osvit Šibenik, Ljubljanski: Železničar Maribor, Subotički: Bačka Subotica, Sarajevski: SAŠK Sarajevo, Osiječki: Elektra Osijek, Skopski: Građanski Skopje, Novosadski: Vojvodina Novi Sad, Petrovgradski: ŽSK Petrovgrad, Niški: Obilić Kruševac, Cetinjski: Arsenal Tivat, Kragujevački: Šumadija Kragujevac, Banjalučki: Borac Banja Luka.
Pobjednik je bio Jedinstvo Beograd koji je izborio ulazak u Državno prvenstvo.

## Sudionici
| Klub                                | Grad      | Stadion                        | Sezona 1936./37. | Sezona 1936./37.  |
| Klub                                | Grad      | Stadion                        | Poz.             | Rang              |
| ----------------------------------- | --------- | ------------------------------ | ---------------- | ----------------- |
| 1. hrvatski građanski športski klub | Zagreb    | Igralište Građanskog           | Prvak            | Državno prvenstvo |
| JŠK Hajduk                          | Split     | Stari plac                     | 2.               | Državno prvenstvo |
| BSK                                 | Beograd   | Igralište na Topčiderskom brdu | 3.               | Državno prvenstvo |
| SK Jugoslavija                      | Beograd   | Igralište SK Jugoslavije       | 4.               | Državno prvenstvo |
| SK Slavija                          | Sarajevo  | Igralište na Marindvoru        | 5.               | Državno prvenstvo |
| BASK                                | Beograd   | Igralište SK Jugoslavije       | 6.               | Državno prvenstvo |
| HAŠK                                | Zagreb    | Stadion Maksimir               | 7.               | Državno prvenstvo |
| SK Ljubljana                        | Ljubljana | Igralište ob Tyrševi cesti     | 8.               | Državno prvenstvo |
| HŠK Concordia                       | Zagreb    | Stadion Concordije             | 9.               | Državno prvenstvo |
| SK Jedinstvo                        | Beograd   | Stadion Jedinstva              | Kvalifikacije    | Kvalifikacije     |

## Ljestvica
| mj.     | klub                | ut. | pob. | ner. | por. | gol+ | gol- | kvoc  | bod |
| ------- | ------------------- | --- | ---- | ---- | ---- | ---- | ---- | ----- | --- |
| 1.      | HAŠK Zagreb         | 18  | 12   | 2    | 4    | 40   | 20   | 2,000 | 26  |
| 2.      | BSK Beograd         | 18  | 11   | 4    | 3    | 45   | 25   | 1,800 | 26  |
| 3.      | Građanski Zagreb    | 18  | 11   | 3    | 4    | 54   | 23   | 2,347 | 25  |
| 4.      | BASK Beograd        | 18  | 8    | 2    | 8    | 36   | 33   | 1,090 | 18  |
| 5.      | Slavija Sarajevo    | 18  | 7    | 4    | 7    | 25   | 28   | 0,892 | 18  |
| 6.      | Jugoslavija Beograd | 18  | 6    | 5    | 7    | 26   | 21   | 1,238 | 17  |
| 7.      | Hajduk Split        | 18  | 6    | 5    | 7    | 31   | 38   | 0,815 | 17  |
| 8.      | Jedinstvo Beograd   | 18  | 4    | 4    | 10   | 13   | 36   | 0,361 | 12  |
| 9.      | Ljubljana           | 18  | 3    | 5    | 10   | 24   | 42   | 0,571 | 11  |
| 10.     | Concordia Zagreb    | 18  | 4    | 2    | 12   | 24   | 52   | 0,461 | 10  |
|         |                     |     |      |      |      |      |      |       |     |
| Izvori: |                     |     |      |      |      |      |      |       |     |

|  | HAŠK Zagreb je prvak Jugoslavije (zahvaljujući gol-kvocijentu) |
|  | Concordia Zagreb ispala je nakon kvalifikacija 1938.           |

## Rezultati
|                     | HAŠ | BSK | GRA | BAS | SSA | SKJ | HAJ | JED | SKL | CON |
| ------------------- | --- | --- | --- | --- | --- | --- | --- | --- | --- | --- |
| HAŠK Zagreb         |     | 1:2 | 2:2 | 2:0 | 4:1 | 1:1 | 6:1 | 4:0 | 3:0 | 4:1 |
| BSK Beograd         | 4:1 |     | 0:2 | 2:1 | 1:1 | 3:0 | 4:0 | 2:0 | 5:3 | 6:1 |
| Građanski Zagreb    | 3:0 | 1:3 |     | 9:2 | 0:0 | 3:2 | 3:2 | 6:0 | 5:1 | 5:1 |
| BASK Beograd        | 1:2 | 2:4 | 2:5 |     | 2:0 | 1:0 | 3:3 | 2:1 | 6:2 | 6:0 |
| Slavija Sarajevo    | 0:2 | 4:4 | 2:1 | 1:0 |     | 0:0 | 2:1 | 5:2 | 1:0 | 3:2 |
| Jugoslavija Beograd | 0:1 | 0:0 | 3:1 | 0:4 | 2:0 |     | 5:0 | 3:0 | 3:0 | 5:1 |
| Hajduk Split        | 2:0 | 3:1 | 1:1 | 0:1 | 3:1 | 2:2 |     | 2:0 | 3:2 | 4:2 |
| Jedinstvo Beograd   | 1:4 | 0:2 | 0:1 | 1:0 | 1:0 | 0:0 | 2:2 |     | 0:0 | 1:0 |
| SK Ljubljana        | 0:1 | 2:2 | 1:0 | 0:2 | 2:1 | 3:0 | 2:2 | 2:2 |     | 2:2 |
| Concordia Zagreb    | 1:2 | 3:0 | 1:6 | 1:1 | 1:3 | 1:0 | 1:0 | 1:2 | 4:2 |     |

### Zadnje kolo
Prvak i posljednja momčad oredeđeni su u zadnjem kolu.
| mj. | klub                | gol+ | gol- | kvoc  | bod |
| --- | ------------------- | ---- | ---- | ----- | --- |
| 1.  | BSK Beograd         | 43   | 23   | 1,869 | 25  |
| 2.  | HAŠK Zagreb         | 36   | 20   | 1,800 | 24  |
| 3.  | Građanski Zagreb    | 49   | 21   | 2,333 | 23  |
| 4.  | BASK Beograd        | 34   | 28   | 1,214 | 18  |
| 5.  | Hajduk Split        | 31   | 33   | 0,939 | 17  |
| 6.  | Slavija Sarajevo    | 22   | 26   | 0,846 | 16  |
| 7.  | Jugoslavija Beograd | 21   | 21   | 1,000 | 15  |
| 8.  | Jedinstvo Beograd   | 13   | 32   | 0,406 | 12  |
| 9.  | Ljubljana           | 22   | 40   | 0,550 | 10  |
| 10. | Concordia Zagreb    | 22   | 49   | 0,448 | 10  |

| Zadnje kolo 5. lipnja 1938. |     |
| Jugoslavija – Hajduk        | 5:0 |
| HAŠK – Jedinstvo            | 4:0 |
| Ljubljana – BSK             | 2:2 |
| BASK – Građanski            | 2:5 |
| Slavija – Concordia         | 3:2 |

| mj. | klub                | gol+ | gol- | kvoc  | bod |
| --- | ------------------- | ---- | ---- | ----- | --- |
| 1.  | HAŠK Zagreb         | 40   | 20   | 2,000 | 26  |
| 2.  | BSK Beograd         | 45   | 25   | 1,800 | 26  |
| 3.  | Građanski Zagreb    | 54   | 23   | 2,347 | 25  |
| 4.  | BASK Beograd        | 36   | 33   | 1,090 | 18  |
| 5.  | Slavija Sarajevo    | 25   | 28   | 0,892 | 18  |
| 6.  | Jugoslavija Beograd | 26   | 21   | 1,238 | 17  |
| 7.  | Hajduk Split        | 31   | 38   | 0,815 | 17  |
| 8.  | Jedinstvo Beograd   | 13   | 36   | 0,361 | 12  |
| 9.  | Ljubljana           | 24   | 42   | 0,571 | 11  |
| 10. | Concordia Zagreb    | 24   | 52   | 0,461 | 10  |

## Prvaci
HAŠK (trener: František Koželuh i Zoltán Opata)
igrač (broj odigranih utakmica)
- Josip "Ladislav" Žmara (18)
- Zeno "Ivica" Golac (18)
- Borivoj Konstantinović (18)
- Nikola Pajević (18)
- Ivica Gajer (17)
- Milivoj Fink (16)
- Nikola Duković (16)
- Ivan Medarić (6)
- Ratko Kacian (18)
- Ico Hitrec (18)
- Stjepan Horvat (17)
- Svetozar Peričić (6)
- Mićel Kokić (6)
- Antun Hrubec (3)
- Miroslav Pleše (3)

nisu igrali, ali su bili u postavi/rezerve
- Zvonimir Koceić (0)
- Zdenko Blažeković (0)
- Milivoj Cindrić (0)
- Vilim Duh (0)

## Statistika

### Ljestvica strijelaca
| Pl. | Ime                  | Klub                  | Broj pogodaka |
| --- | -------------------- | --------------------- | ------------- |
| 1.  | August Lešnik        | Građanski (Zagreb)    | 17            |
| 2.  | Ivan Hitrec          | HAŠK (Zagreb)         | 14            |
| 3.  | Blagoje Marjanović   | BSK (Beograd)         | 13            |
| 4.  | Aleksandar Petrović  | Jugoslavija (Beograd) | 12            |
| 5.  | Svetislav Valjarević | BSK (Beograd)         | 11            |
| 6.  | Milan Antolković     | Građanski (Zagreb)    | 10            |
| 7.  | Ratomir Čabrić       | BASK (Beograd)        | 9             |
| 8.  | Ratko Kacian         | HAŠK (Zagreb)         | 8             |
| 8.  | Aleksandar Tomašević | BASK (Beograd)        | 8             |
| 10. | Ján Podhradský       | BSK (Beograd)         | 7             |
| 10. | Živojin Spasojević   | BASK (Beograd)        | 7             |
| 10. | Vladimir Kragić      | Hajduk (Split)        | 7             |
| 10. | Egidije Martinović   | Concordia (Zagreb)    | 7             |

### Klubovi
Pojašnjenje: Ime i prezime igrača (broj nastupa u sezoni/broj golova u sezoni). Igrači su poredani prema poziciji u momčadi od golmana do napadača, a potom i po broju nastupa.
- HAŠK (Zagreb)

Trener: František Koželuh (Čehoslovačka) → Zoltán Opata (Mađarska)

Josip Žmara 18/0, Zeno Golac 18/0, Borivoj Konstantinović 18/0, Nikola Pajević 18/0, Stjepan Horvat 17/6, Ivan Gajer 17/1, Miroslav Pleše 3/0, Ratko Kacian 18/8, Ivan Hitrec 18/14, Milivoj Fink 16/2, Nikola Duković 16/1, Mićel Kokić 6/2, Svetozar Peričić 6/4, Ivan Medarić 6/2, Antun Hrubec 3/0
- BSK (Beograd)

Trener: Sándor Nemes (Mađarska)

Anton Puhar 10/0, Srđan Mrkušić 8/0, Ernest Dubac 16/0, Predrag Radovanović 15/0, Mihailo Vukčević 3/0, Đorđe Stojiljković 2/0, Gustav Lechner 16/0, Ivan Stevović 15/2, Bruno Knežević 12/0, Milorad Arsenijević 3/0, Lazar Popović 2/0, Stevan Pavićević 1/0, Blagoje Marjanović 18/13, Ján Podhradský 16/7, Đorđe Vujadinović 15/6, Svetislav Glišović 15/2, Svetislav Valjarević 11/11, Vojin Božović 8/3, Sreten Jovanović 3/0, Slavko Šurdonja 3/0, Petar Manola 3/0, Milorad (II) Nikolić 2/0, Slavko Milošević 1/0
- Građanski (Zagreb)

Trener: Márton Bukovi (Mađarska)

Franjo Glaser 15/0, Edmund Urch 3/0, Bernard Hügl 16/1, Franjo Cesearec 13/0, Miroslav Brozović 11/4, Ivan Belošević 5/0, August Bivec 1/0, Ivan Jazbinšek 17/0, Josip Kovačević 13/0, Zvonimir Cimermančić 5/4, Antun Pogačnik 4/1, August Jutt 1/0, Miroslav Kokotović 18/4, Milan Antolković 17/10, Branko Pleše 16/5, August Lešnik 16/17, Rudolf Chmelicek 13/2, Franjo Wölfl 7/3, Boris Župančič 4/1, Dragutin Žalant 1/0, Svetozar Džanić 1/0, Ivan Medarić 1/1
- BASK (Beograd)

Trener: Hans Bloch (Austrija)

Milovan Jakšić 18/0, Jovan Đenadić 18/1, Milutin Ivković 13/0, Ratko Mihailović 4/0, Dragoslav Klisarić 18/1, Miodrag Dimitrijević 17/0, Ljubomir Vojinović 10/0, Živojin Stefanović 1/0, Slavko Tepšić 1/0, Franjo Sopček 1/0, Josip Lučić 1/0, Ratomir Čabrić 18/9, Mladen Sarić 16/4, Aleksandar Tomašević 15/8, Živojin Spasojević 14/7, Mihailo Matijas 13/1, Đorđe Detlinger 10/4, Dragoslav Milić 7/1, Aleksandar Vučićević 2/0, Fric Komorski 1/0, Vladimir Kostić 1/0
- Slavija (Sarajevo)

Trener: Branimir "Brana" Porobić

Mihovil Krstulović 16/0, Karlo Kosem 2/0, Slavko Zagorac 16/2, Veljko Bajagić 2/0, Zdravko Pavlić 18/0, Blažo Đurović 18/1, Vojislav Marjanović 16/0, Branko Šalipur 16/3, Savo Stanišić 9/0, Rikard Presinger 7/0, Vojin Vidović 6/0, Vojislav Petković 17/2, Florijan Matekalo 17/6, Milan Rajlić 14/5, Armin Ler 9/5, Franjo Krajnc 9/0, Anto Bobetić 2/0, Slavko Divčić 2/0, Dušan Kalember 1/1, Predrag Đajić 1/0
- Jugoslavija (Beograd)

Trener: Franjo Giller → Božidar Đorđević

Jovan Spasić 18/0, Miroslav Lukić 8/0, Dimitrije Dimitrijević 5/0, Stevan Stokić 5/0, Đorđe Veljković 1/0, Slobodan Anđelković 18/0, Ljubiša Broćić 16/1, Josip Domorodski 15/1, Momčilo Đokić 12/1, Franjo Valok 8/1, Petar Radovanović 7/0, Aleksandar Petrović 18/12, Nikola Savić 17/0, Matija Perlić 10/2, Dobrivoje Zečević 9/2, Petar Milosavljević 6/0, Kosta Lazarević 5/2, Aleksandar Atanacković 5/1, Milan Šijačić 4/0, Dimitrije Golubović 4/0, Borislav Nikolić 2/1, Jovan Živković 2/0, Milan Pavlica 2/0, Miodrag Marković 2/0, Nikola Bednar 2/1, Miodrag Savić 1/0
- Hajduk (Split)

Trener: Karel Senecky (Čehoslovačka) → Illés Spitz (Mađarska)

Bartul Čulić 17/0, Ante Ivančić 1/0, Jozo Matošić 17/0, Šime Milutin 17/0, Vlade Kaliterna 1/0, Anđelko Marušić 16/0, Đuro Purišić 13/0, Ante Muljačić 10/1, Gajetano Raffanelli 5/0, Miroslav Dešković 4/0, Žarko Rosić 2/1, Ivo Senjanović 2/0, Zdenko Zelić 1/0, Branko Bakotić 17/1, Ivo Radovniković 14/2, Ivo Alujević 13/4, Leo Lemešić 13/6, Frane Matošić 12/6, Vladimir Kragić 11/7, Miro Jukić 4/1, Kruno Kovačić 3/0, Vojko Nedoklan 1/0, Karlo Čapeta 1/0, Bonaventura Parić 1/0, Branko Viđak 1/0, Živko Drašković 1/0
- Jedinstvo (Beograd)

Trener: Branislav "Bane" Sekulić

Svetislav Novak 11/0, Jozef Kezdi 4/0, Nikola Vuksan 3/0, Pavle Vujović 14/0, Vlastimir Petković 13/0, Milorad Rančić 9/0, Dimitrije Popović 9/0, Dragoslav Mihailović 1/0, Vladislav Poljvaš 13/0, Petar Lončarević 13/0, Lajčo Zvekan 11/0, Prvoslav Dragičević 8/0, Mihajlo Mijović 3/0, Borivoje Kondić 2/0, Manojlo Živković 17/0, Branislav Sekulić 16/2, Ratibor Pašanski 14/2, Mihajlo Kečkeš 10/2, Milutin Pajević 7/2, Ostoja Simić 6/2, Aleksandar Aranđelović 6/3, Luigi Di Franco 4/0, Vladimir Đorđević 2/0, Ratomir Blagojević 1/0, Negoslav Radosavljević 1/0
- SK Ljubljana (Ljubljana)

Trener: Nedeljko Buljević

Vladimir Pogačnik 15/0, Peter Logar 2/0, Franc Nemec 1/0, Stanko Bertoncelj 14/0, Viktor Hassl 12/0, Stane Jerman 2/0, Rudolf Šiška 1/0, Vinko Jug 1/0, Ludovik Žitnik 16/0, Franc Boncelj 10/0, Franc Vodišek 8/0, Milovan Čebohin 6/0, Avgust Repotočnik 18/2, Franci Slapar 17/1, Aleksander Lah 17/3, Josip Janežič 11/2, Boris Tičar 9/3, Josip Bertoncelj 8/3, Dare Vovk 8/5, Drago Erber 7/0, Blagoslav Cankar 5/3, Alojzij Jež 4/0, Miroslav Šercer 2/0, Ivan Zemljič 2/0, Ljubiša Nikolić 1/0, Vinko Žitnik 1/0
- Concordia (Zagreb)

Trener: Béla Virág & Božidar Ralić

Dragutin Podhraški 7/0, Mihajlo Radović 5/0, Franjo Hozmec 3/0, Ćiril Čelesnik 2/0, Vilim Velimir Kekenješ 1/0, Milenko Ralić 18/0, Zvonimir Belošević 7/0, Vilim Vučilovski 18/0, Antun Pospišil 10/3, Krešimir Pukšec 9/0, Božidar Ralić 2/0, Zvonimir Jazbec 18/2, Egidije Martinović 17/7, Branko Paviša 16/1, Krešimir Eibel 15/0, Slavko Beda 9/3, Bogomir Rakar 9/5, Vladimir Vidmar 9/1, Đuro Obrež 6/1, Franjo Koprivnjak 5/0, Dragutin Hudika 4/1, Ivan Zemljič 3/0, Dragutin Golec 3/0, Marko Lehpamer 1/0, Vinko Depolo 1/0

## Poveznice
- Zimski jugo-kup u nogometu 1937./38.

## Vanjske poveznice
- RSSSF: Yugoslavia List of Topscorers
- RSSSF: Yugoslavia List of Final Tables
- RSSSF: sezona 1937./38.
- exyufudbal: Državno prvenstvo 1937./38.
- exyufudbal: Podsavezna prvenstva: 1937./38.
- fsgzrenjanin: SISTEM TAKMIČENJA U KRALJEVINI JUGOSLAVIJI
- claudionicoletti: KINGDOM OF YUGOSLAVIA 1931-1940